# Museo civico Nicola Barbato
Il museo civico Nicola Barbato, noto come Rritiri, ovvero il Ritiro dei sacerdoti celibi poiché ubicato nell'ex Oratorio di rito greco-bizantino, è il principale museo di Piana degli Albanesi, nella città metropolitana di Palermo, in Sicilia. Esso raccoglie al suo interno una mostra permanente dedicata agli aspetti storici, culturali e naturalistici di tale territorio. 
Per la particolare storia e geografia di Piana degli Albanesi, cittadina fondata sul finire del XV secolo da esuli albanesi in fuga dai turco-ottomani su un altopiano montuoso, la peculiarità di tale museo è quello di mostrare elementi socio-culturali e ambientali del luogo: dagli oggetti relativi alla civiltà contadina, della vita quotidiana e dei mestieri del recente passato, a una sezione dedicata ai costumi albanesi, femminili e alcuni anche maschili, così come alle diverse sezioni dedite ai documenti sulla strage di Portella della Ginestra, sino all'erbario delle rare e spontanee erbe montane locali.

## Storia
Il museo nasce nel 1989 come mostra permanente sulla cultura materiale ad opera della "cooperativa Portella delle Ginestre", dopo un lavoro di ricerca e documentazione realizzato da giovani di Piana degli Albanesi impegnati in progetti di pubblica utilità (ex art. 23). La mostra è andata nel tempo ulteriormente arricchendosi. 
Con delibera n. 107/94 viene istituito il museo civico Nicola Barbato ed approvato il relativo statuto. È stato intitolato a Nicola Barbato (1856–1923), politico e medico arbëresh di Piana degli Albanesi, uno dei fondatori e massimo dirigente del movimento dei Fasci Siciliani dei Lavoratori. Scioltasi la cooperativa nel 1996, la gestione del Museo passò al comune. 
Nel 2001 fu trasferito dalla sede provvisoria (i locali dell’ex Pretura ubicati nel principale Corso Kastriota) alla sede definitiva, l’ex Oratorio di rito greco San Filippo Neri (Rritiri) fondato, così come gran parte delle istituzioni culturali della comunità albanesi di Sicilia, nel 1715 dal Beato Padre Giorgio Guzzetta per l'educazione dei sacerdoti celibi siculo-albanesi di rito bizantino.
L’edificio, che già convertì i suoi locali in uffici, aule scolastiche e persino in pretura dalla chiusura dell'Oratorio per la confisca statale dei beni degli enti religiosi (1867), si trova nel centro storico di Piana degli Albanesi e riveste un alto valore culturale per il vissuto sociale della comunità albanese.

## Struttura e collezioni

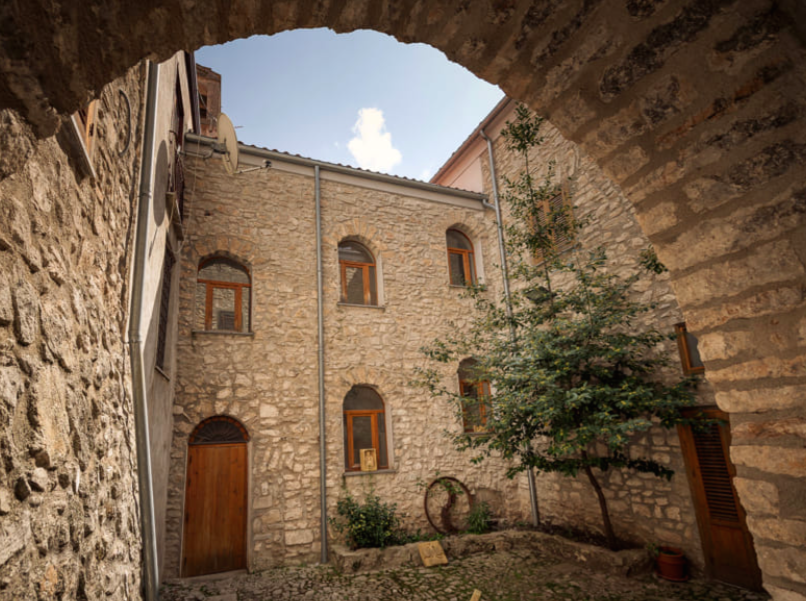
Cortile interno

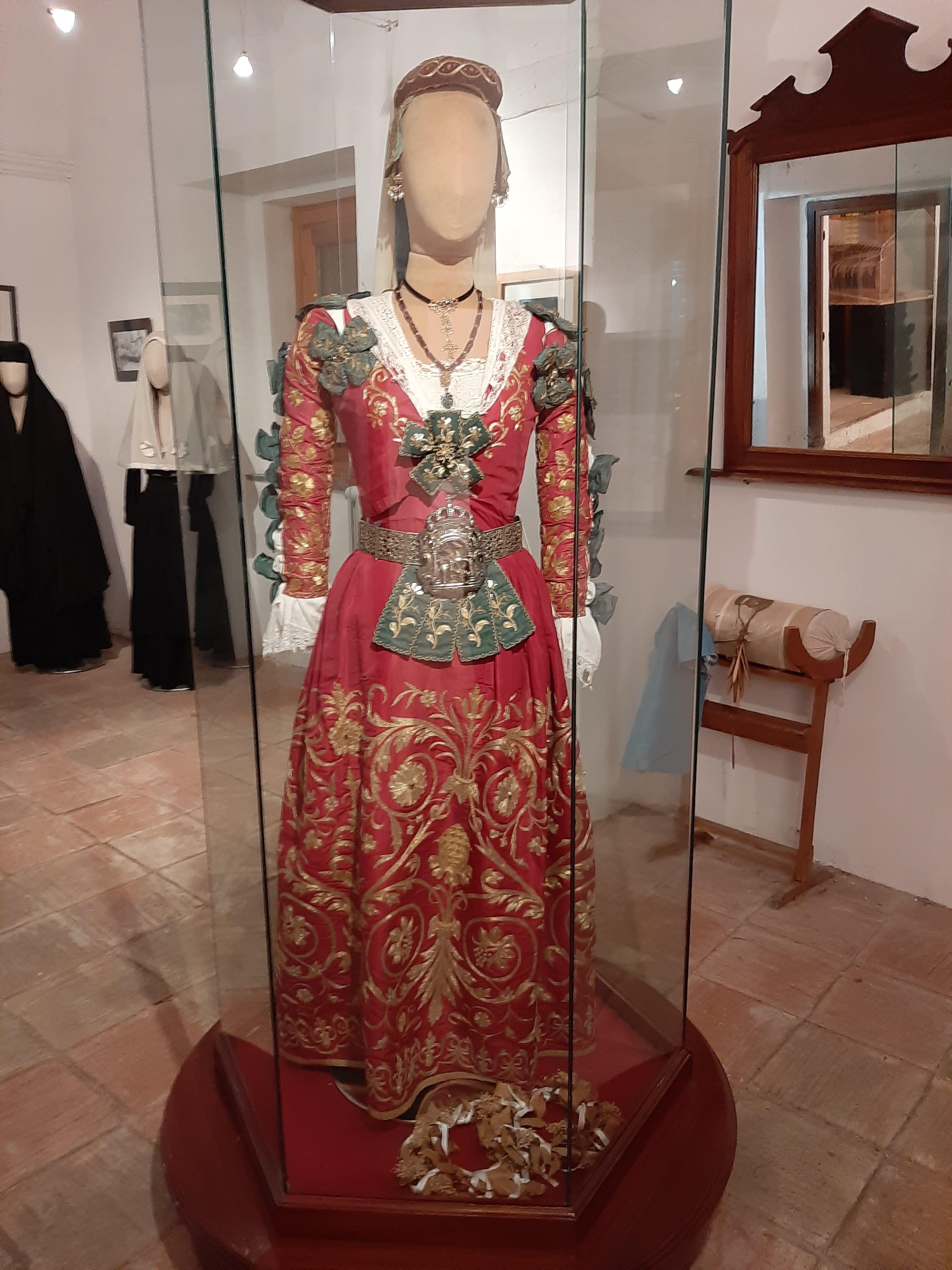
Ricco costume da sposa di Piana degli Albanesi

L’edificio, sito nel centro storico urbano e vicinissimo alla piazza principale, presenta ancora la struttura originaria del convento, con annesso giardino, cortile e due ingressi. Vi si accede dopo esser entrati in un atrio, da una scalinata in pietra locale.
Il Museo è diviso in diverse sezioni: alcune riguardano attività, agricoltura e pastorizia; mentre le altre sezioni riflettono la realtà storico-culturale albanese del territorio. Esso si sviluppa su due piani ed è costituito da due sale espositive al piano terra e otto sale d’esposizione al piano superiore, che raccolgono diverse sezioni dedicate a:
- “Sezione etnoantropologica”: antichi oggetti della vita quotidiana, con la ricostruzione di stanze ammobiliate.
- "Sala arti emestieri tradizionali”: antichi strumenti che raccontano i mestieri tradizionali della zona, tra cui:
  - banco da lavoro del falegname e relativi strumenti
  - oggetti e strumenti relativi all'attività pastorizia e alla produzione di formaggio locale
  - strumenti del calzolaio
  - produzione del frumento.
- “Sala dei costumi tradizionali Albanesi (Arbëreshë)”: la collezione comprende larga parte delle tipologie del costume femminile di Piana degli Albanesi, dall'abito giornaliero all'abito nuziale riccamente ricamato in oro su seta[1], unitamente a numerosi accessori di notevole valore storico e artigianale. Sono esposte anche alcune tipologie del costume maschile, su motivi ripresi da quello femminile e modello dall'Albania (tirq e fustanella). Questi costumi sono indossati ancora oggi nelle occasioni festive particolari e più importanti, quali il matrimonio, l'Epifania, la Domenica delle Palme, tutta la Settimana Santa e la Domenica di Pasqua, festività patronali quali Maria Odigitria, San Giorgio Megalomartire, San Demetrio Megalomartire, ecc. e momenti culturali di grande interesse per la comunità.
  - gioielli indossati dalle donne in costume albanese, tipici esempi di oreficeria locale e siciliana del XVII e XVIII secolo[1].
- documenti storici, testimonianze e ricostruzioni fotografiche e didascaliche alla strage di Portella della Ginestra e i drammatici giorni che seguirono. Nel 1947 il nome di Piana degli Albanesi rimbalzò su tutte le prime pagine dei giornali italiani ed esteri per l’eccidio del 1º maggio, durante il quale il bandito Salvatore Giuliano aprì il fuoco contro il proletariato inerme. A terra rimasero undici persone, sei delle quali erano italo-albanesi, più una cinquantina di feriti[2].
- “Sala Herbarium ostensivo”, erbario delle rare specie vegetali spontanee che crescono nel territorio, curato da Antonio Mirabella. In questa sezione è possibile osservare la classificazione di quarantacinque specie erbarie presenti all’interno della Riserva naturale orientata Serre della Pizzuta nel territorio di Piana degli Albanesi. Di particolare interesse la rara Phillitis scolopendrium o lingua cervina, una felce di significative dimensioni giunta probabilmente nella zona circa un milione di anni fa, durante l’ultima glaciazione.

Si trovano, inoltre, stampe di tutti gli stemmi araldici delle colonie albanesi d'Italia e delle riproduzioni di antichi mulini ad acqua, masserie e chiese del territorio. Sono presenti opere contemporanee di vario genere (sculture in metallo e in pietra, mosaici e icone) di artisti locali.
Il progetto del museo prevede, inoltre, una “Sala uomini illustri”, una diafototeca, una sala audiovisivi, una guida di presentazione, un laboratorio di restauro per elementari interventi conservativi dei beni e una sala conferenze per le attività didattiche. Tutto questo, così come una sezione archeologica contenente i reperti rinvenuti nel territorio di Piana degli Albanesi in Contrada Sant'Agata (l'antico insediamento paleocristiano denominato Pirama), attende una futura realizzazione.
Il museo, a titolo di prestito, ha esposto per diversi anni - tra la parte dei locali della chiesa e il primo piano del museo - una sezione dedicata alle icone bizantine della collezione sacra d'uso liturgico della parrocchia di San Giorgio, adesso conservate nella Pinacoteca per esse costituite nei locali di Papàs Lifteri Schiadà, nel corso principale della cittadina (civico 11 di Corso Kastriota).

## Mostre temporanee ed esibizioni
Secondo lo statuto del Museo, le sue attività sono improntate a fini di studio, ricerca, documentazione, valorizzazione e fruizione dei beni culturali e ambientali. Per raggiungere queste finalità, il museo ha il compito di reperire, conservare ed esporre al pubblico tutte le testimonianze di interesse etnoantropologico, reperti archeologici di qualsiasi specie e di qualunque epoca, reperti di tutte le branche delle scienze naturali, con particolare riguardo a quelli del territorio.
Le attività museali promuovono momenti ed esibizioni culturali di vario genere mediante la realizzazione di diverse mostre (pittura, scultura, ricamo, beni ambientali, fotografia, storia ecc.), con particolare interesse sulle tematiche relative alla cultura albanese, nel tentativo di svolgere ed attuare i compiti di carattere divulgativo e didattico.

## Galleria d'immagini

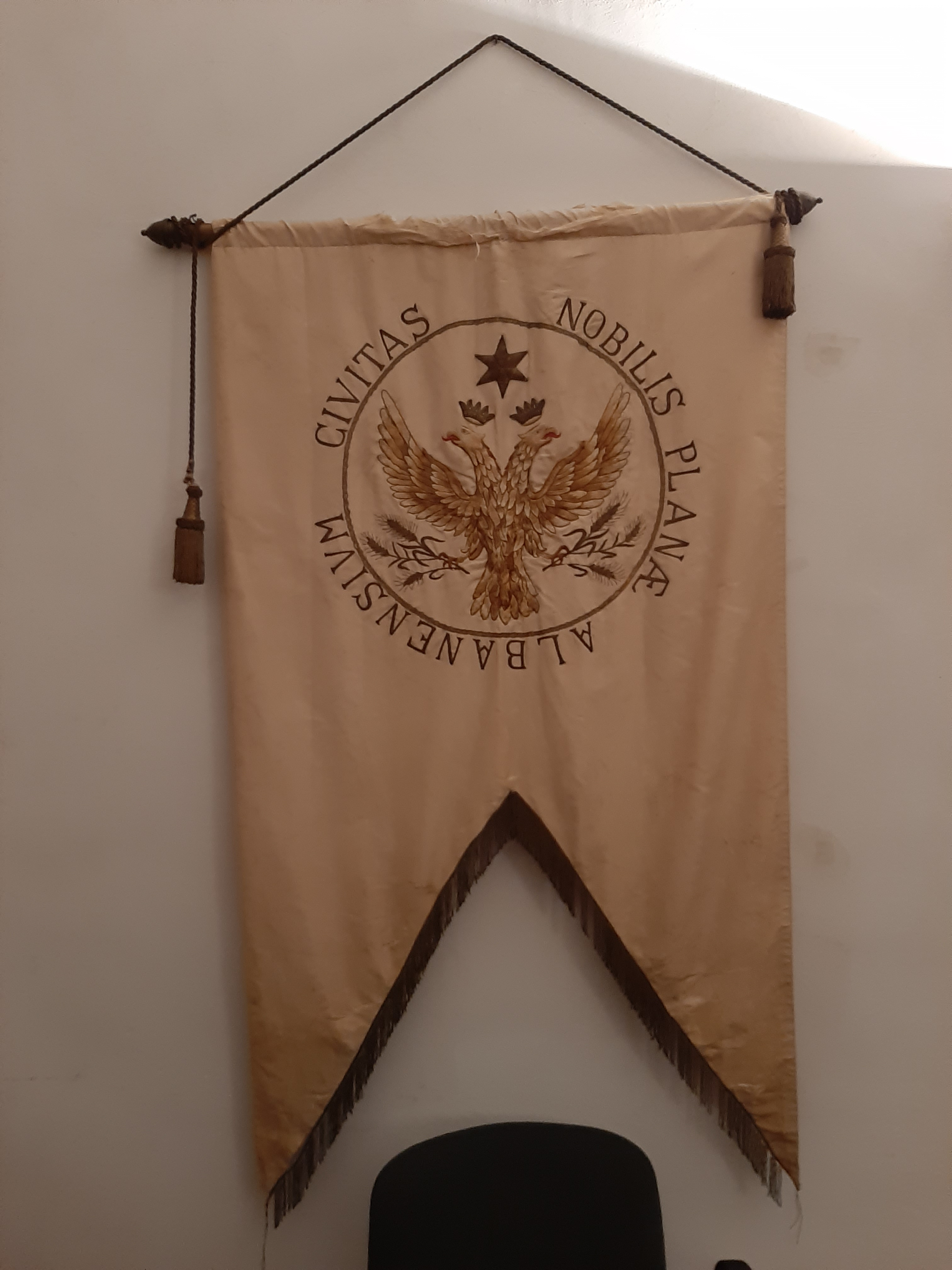
Stendardo Comune di Piana degli Albanesi
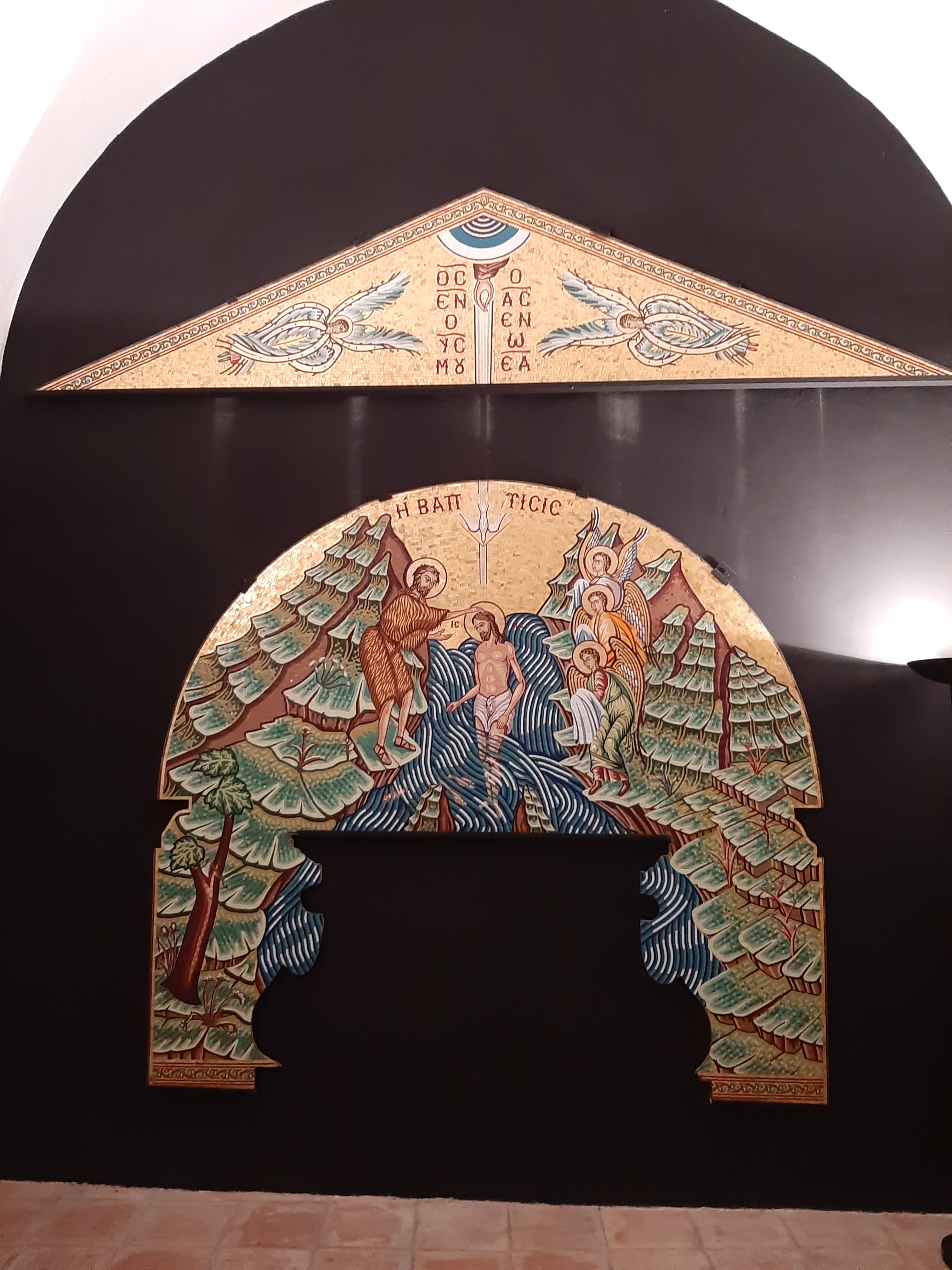
Spiridione Marino, mosaico del battesimo di Cristo per la Fontana dei Tre Cannoli, 1990
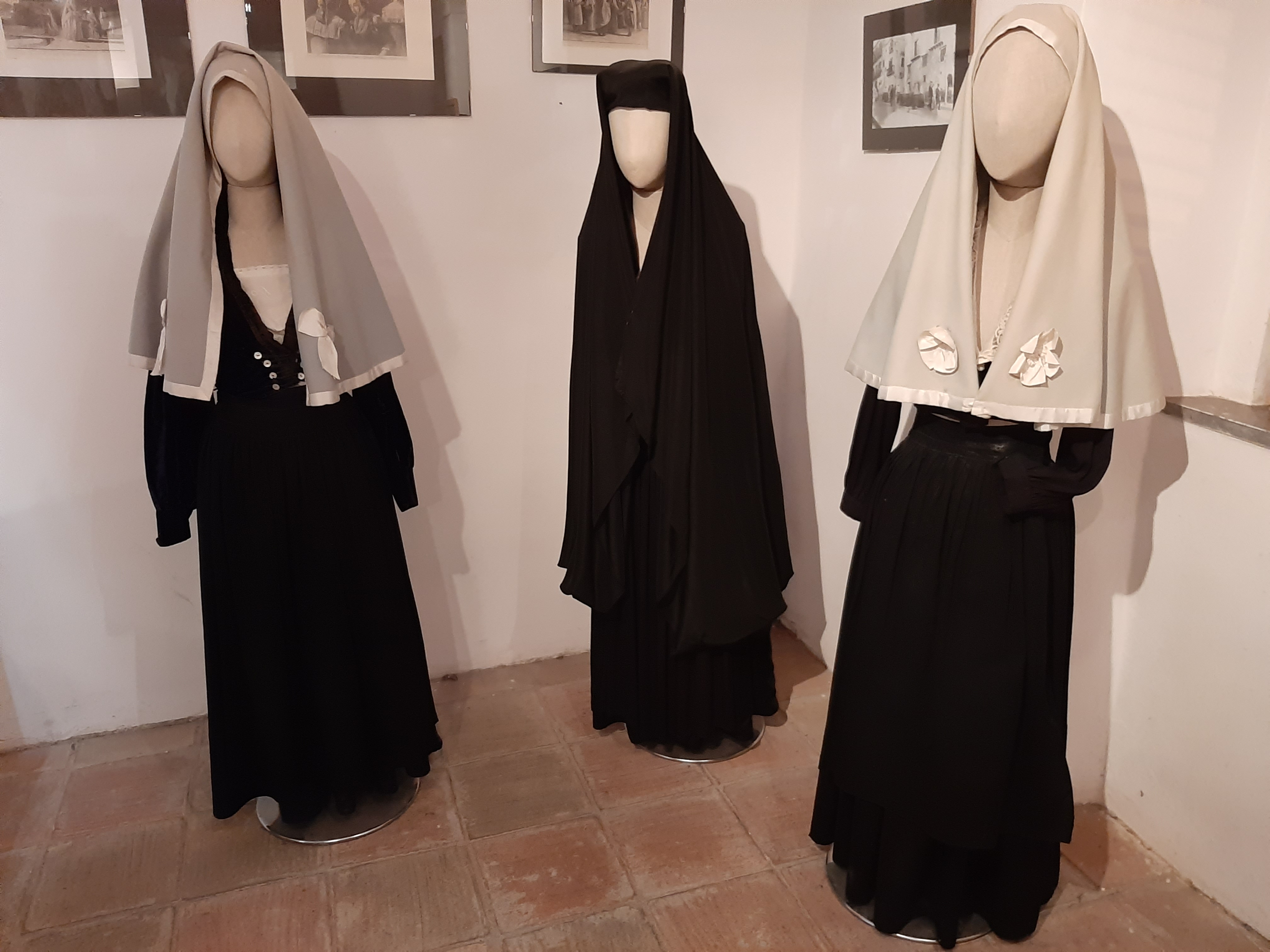
Abiti femminili giornalieri e abito del lutto caratterizzato dall'ampio mënti
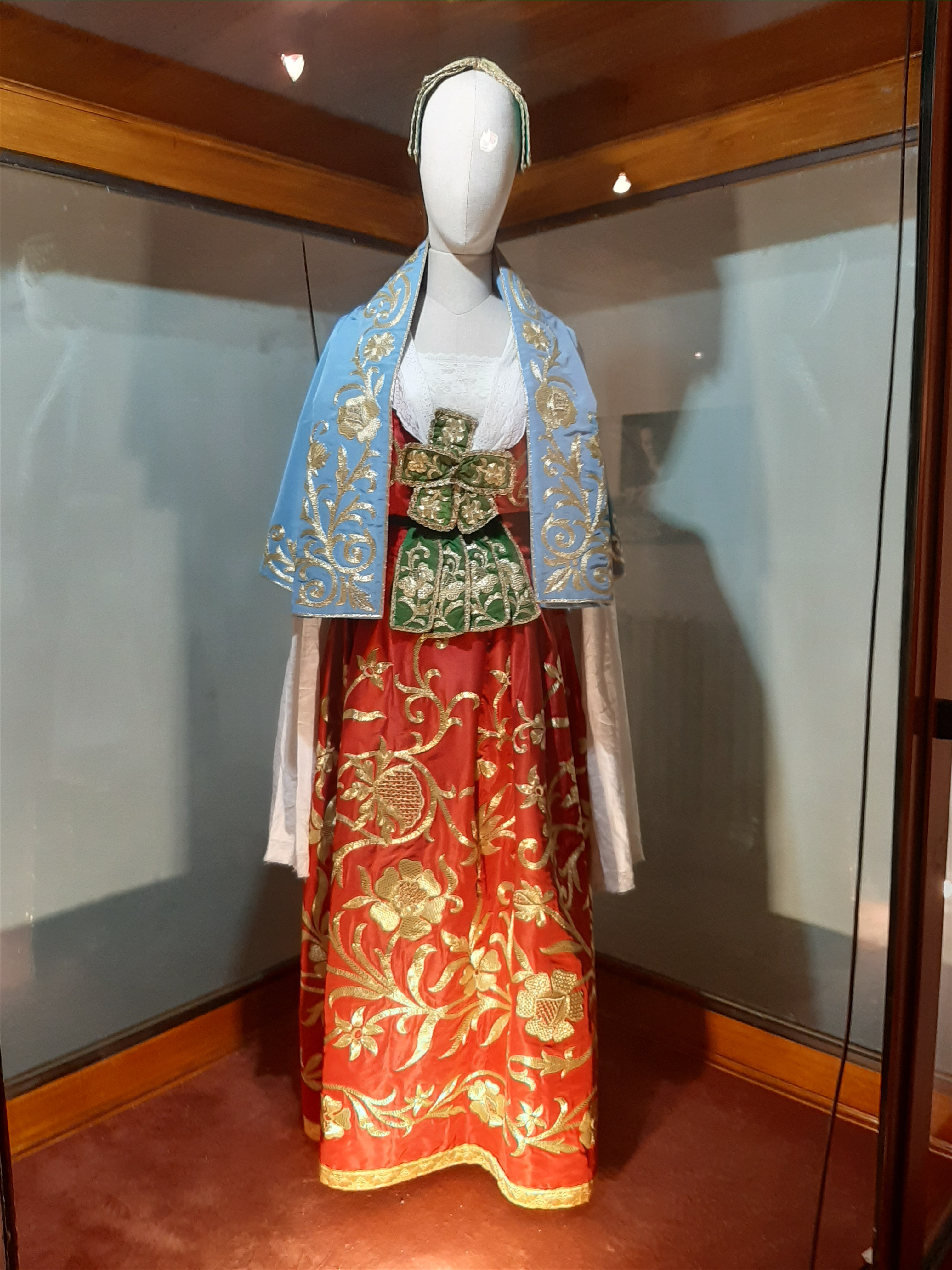
Costume tradizionale (Ncilona) indossato nelle principali festività
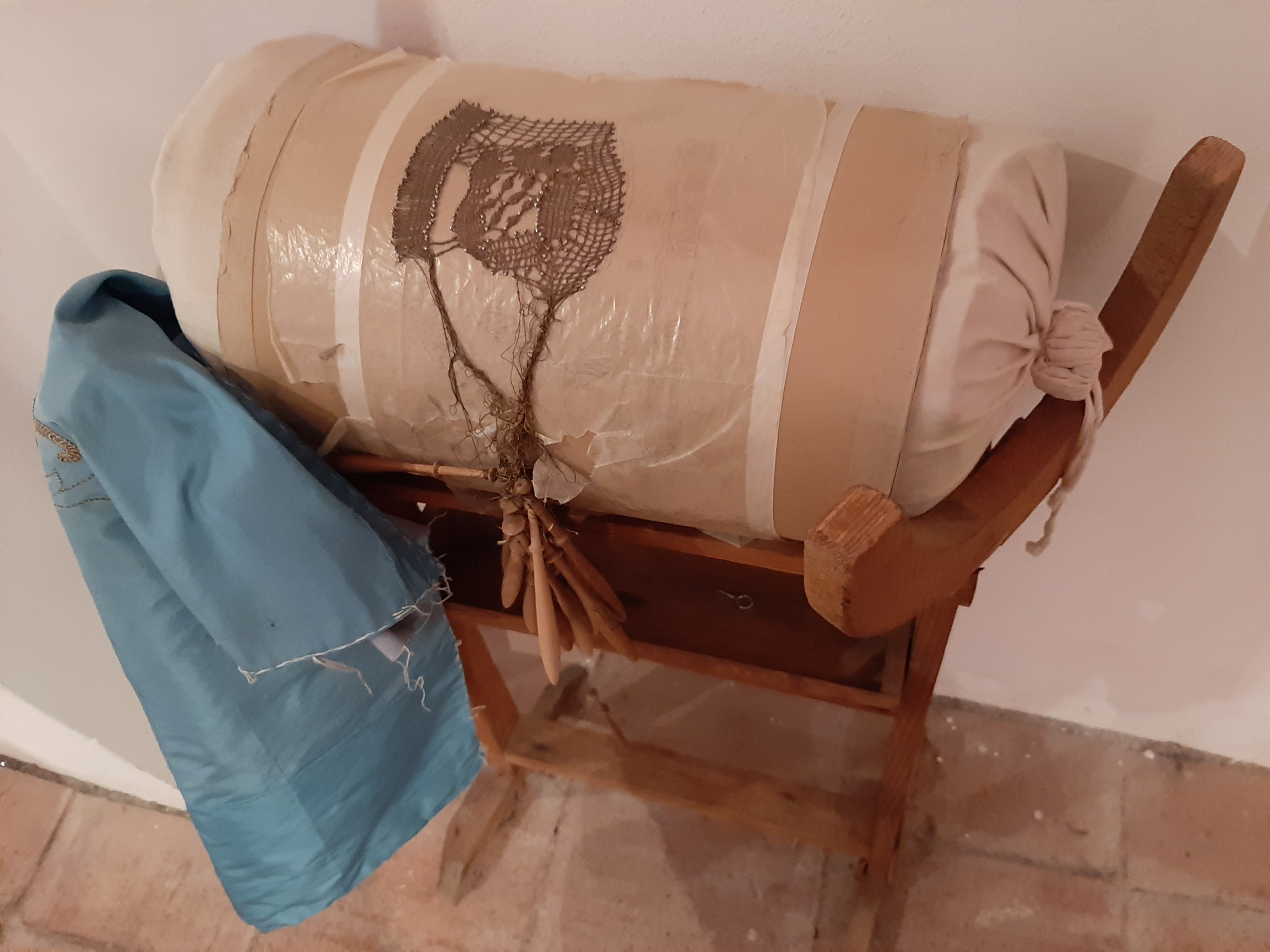
Tombolo utilizzato tradizionalmente per ricamare gli abiti
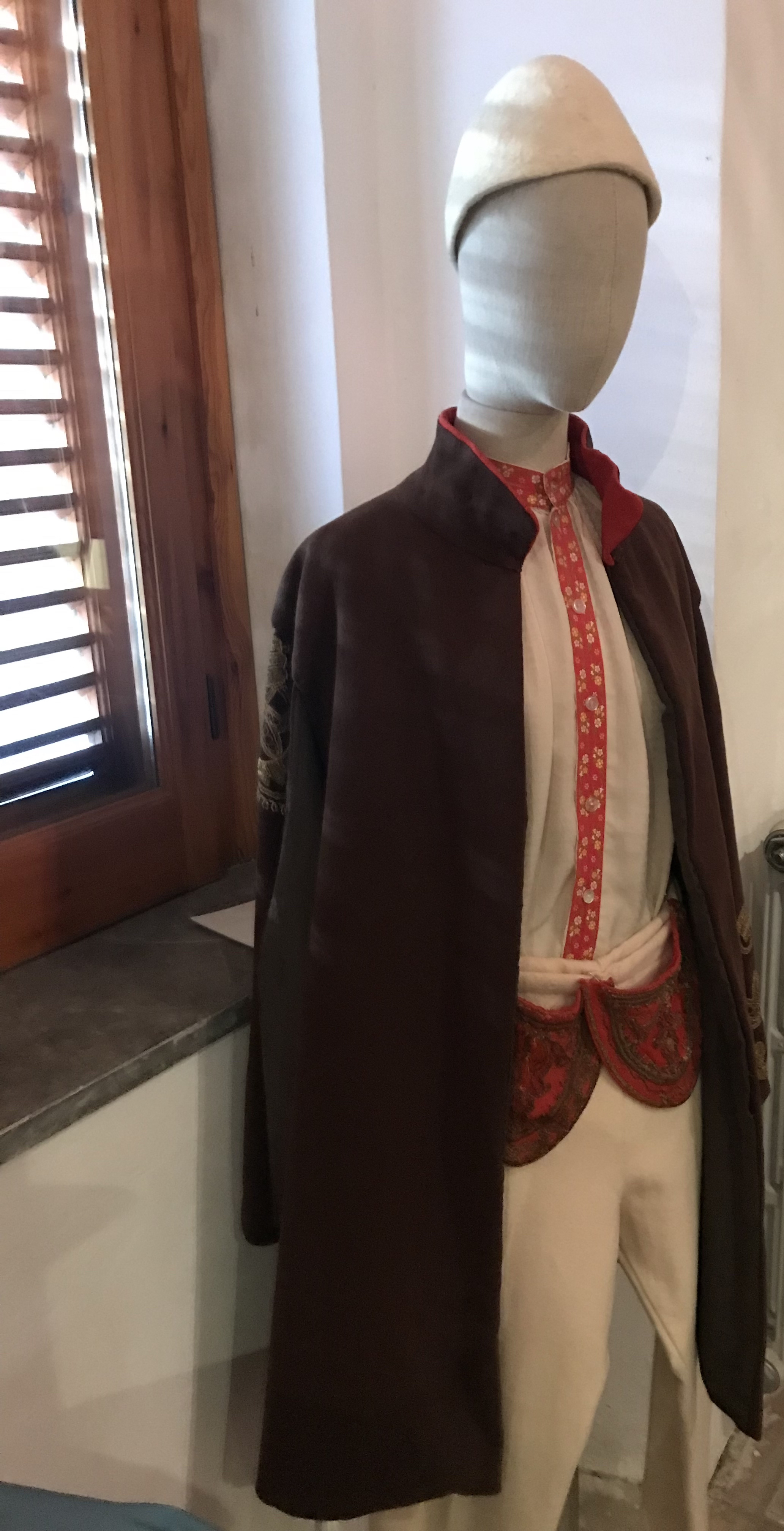
Una tipologia del tradizionale costume maschile albanese
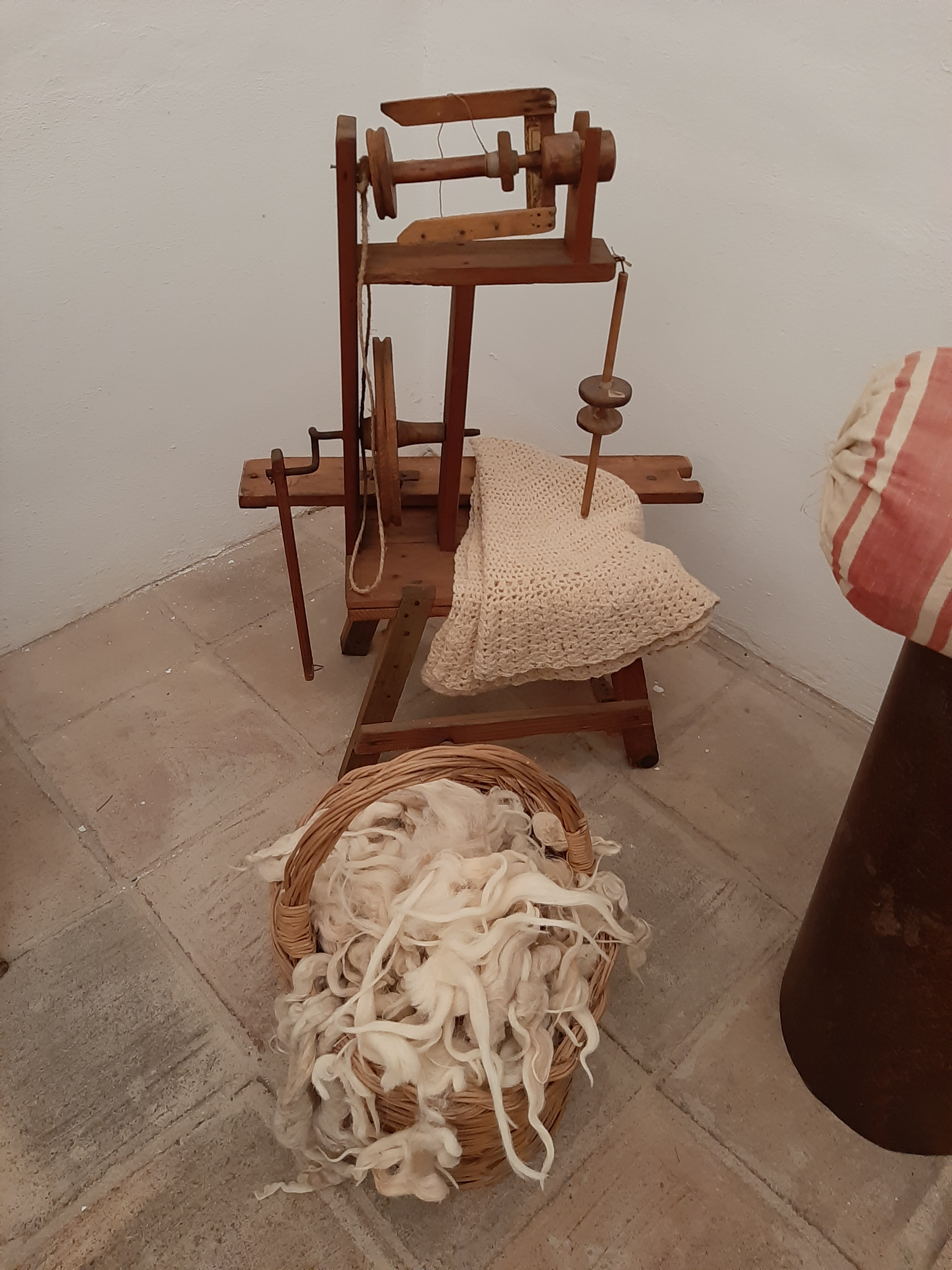
Strumenti per la lavorazione della lana